# 칸토어 집합 (집합론)
집합론에서, 칸토어 집합(영어: Cantorian set)은 모든 원소에 한원소 집합을 취하여 얻는 집합과 크기가 같은 집합이다.

## 정의
집합 {\displaystyle X}가 다음 조건을 만족시키면, 칸토어 집합이라고 한다.
{\displaystyle |\{\{x\}\colon x\in X\}|=|X|}
집합 {\displaystyle X}가 다음 조건을 만족시키면, 강한 칸토어 집합(영어: strongly Cantorian set)이라고 한다.
- {\displaystyle \{(x,\{x\})\colon x\in X\}}는 집합이다.

## 성질
새 기초에서, 다음 세 명제들이 서로 동치이며, 이는 새 기초에서 증명 불가능하다.:31, Proposition 2.1.3
- 모든 유한 집합은 칸토어 집합이다.
- 모든 유한 집합은 강한 칸토어 집합이다.
- 강한 칸토어 집합인 무한 집합이 존재한다.

## 예
체르멜로-프렝켈 집합론에서, 모든 집합은 칸토어 집합이자 강한 칸토어 집합이다.
새 기초에서, 콰인-로서 자연수 집합 {\displaystyle \mathbb {N} }은 칸토어 집합이다. {\displaystyle \mathbb {N} }이 강한 칸토어 집합이라는 명제를 셈 공리(영어: axiom of counting)라고 한다. 이는 (새 기초가 무모순적이라면) 새 기초와 독립적이다.
칸토어 역설에 따라, 새 기초에서 모든 집합의 집합 {\displaystyle V=\{x\colon x=x\}}는 칸토어 집합이 아니다. 부랄리포르티 역설에 따라, 새 기초에서 모든 순서수의 집합 {\displaystyle \operatorname {Ord} }는 칸토어 집합이 아니다.

## 참고 문헌
1. ↑  Forster, Thomas Edward (1995). 《Set theory with a universal set. Exploring an untyped universe》. Oxford Logic Guides (영어) 31 2판. Oxford: Clarendon Press. ISBN 0-19-851477-8. MR 1366833. Zbl 0831.03027.